# Església del Salvador (Iecla)
La Iglesia Vieja o del Salvador és un monument d'estils gòtic i renaixentista situat en el municipi murcià de Iecla, entre l'ajuntament i el santuari del Castillo. Malgrat denominar-se com a església a l'edifici, es classifica dins dels monuments civils de la ciutat, doncs encara que en el seu moment va ser temple religiós, actualment està dessacralitzat.

## Construcció
Els orígens de la seva construcció es remunten al Segle XVI, concloent la major part d'ella l'any 1512 i consagrant-se com a temple de la cristiandat en 1540. Llavors es va anomenar església o rectoria del Salvador.
El bloc de l'edifici es va fer seguint l'estil gòtic predominant en l'edat mitjana. No obstant això, com ocorre en moltes altres construccions religioses d'Espanya, amb el pas dels anys es van ser afegint altres estils, com el Renaixentista, en el qual es va aixecar la torre.
Un dels elements que fan especial a aquest antic temple és que, a diferència de com es feia en l'època, les obres van començar per la nau i no per l'absis, on normalment se situen l'altar major i la sagristia. Atès que els treballs es perllongaven durant molts anys, o segles, en el cas de les catedrals, s'aixecava l'altar per poder celebrar l'ofici i, amb els anys, s'afegien la nau i les capelles, just al contrari del que va ocórrer en aquest cas.

## Saqueig i semidestrucció
Durant el transcurs de la Guerra Civil Espanyola molts republicans van saquejar i van destruir temples catòlics sota la premissa que el Clergat, com l'Exèrcit o la Monarquia, eren enemics del proletariat. Encoratjats per líders sindicals al crit de la terra és per qui la treballa o per la dictadura del proletariat, moltes esglésies, monestirs, seminaris o col·legis religiosos del país van ser reduïts a cendres, perdent-se amb això una part irrecuperable del patrimoni espanyol.
La rectoria del Salvador va ser una de les quals van passar sota el sedàs de la violència de la persecució religiosa durant la Guerra Civil Espanyola, sent saquejada i incendiada en 1936, any en què va albergar per última vegada l'ofici religiós. Acabada la guerra, la crítica situació econòmica del moment va impedir restaurar el temple, que va ser dessacralitzat i que va romandre en ruïnes fins ben entrada la democràcia espanyola. Finalment, cap a mitjans de la dècada del 1980, quan el bisbat de Cartagena cedeix la seva titularitat a l'ajuntament de Iecla, és quan es decideix escometre una gran restauració, juntament amb altres monuments que havien corregut la mateixa sort, com la capella de las Angustias.

## Restauració
L'edifici estava en un avançat estat de deterioració, no només pels danys causats després del saqueig, sinó per les dècades posteriors d'abandó. La bola de ferro que hi havia sobre la torre, per exemple, havia caigut sobre la nau, trencant el sostre i enfonsant-se fins a la cripta, mostra de l'estat pràcticament ruïnós al que es van enfrontar els restauradors.
La direcció de tal obra va recaure sobre l'arquitecte murcià Andrés Terol, qui es va bolcar plenament sobre la reconstrucció fins al punt que va acabar rebent per la mateixa el Premi Regional d'Arquitectura i l'admiració i l'aplaudiment dels seus companys de professió. Després de la finalització de les obres el temple va poder, per primera vegada en més de mig segle, tornar a participar en la Setmana Santa i altres festes de Iecla, conservant-se fins al dia d'avui.

## Arquitectura
A part dels dos principals estils arquitectònics que es fonen en les seves vetustes pedres, destaca especialment la seva torre, en el fris de la qual, per exemple, estan llaurats els personatges dels estaments socials de l'època. Sobre la torre, a més, hi ha una cuculla que sosté una gran bola de ferro.
- En la façana nord s'hi distingeixen les estàtues de set cavallers que representen la noblesa del Segle XVI
- En la façana sud, s'aprecien quatre caps. Tres pertanyen a homes que representen la joventut, la maduresa i la vellesa. Hi ha una quarta d'un lleó. A més, existeixen altres dos rostres d'expressió angoixant el motiu de la qual es desconeix.
- En la façana est, es graven en la pedra els rostres de dues dones, possiblement la Verge i Maria Magdalena.
- En la façana oest, es representa el clergat.[6]

Es van excavar, també, dues criptes sota la nau que, encara avui, alberguen restes humans.